# Macrosphenus pulitzeri
A Macrosphenus pulitzeri a verébalakúak (Passeriformes) rendjébe, ezen belül a Macrosphenidae családba és a Macrosphenus nembe tartozó faj.

## Rendszerezése
A fajt Wilfrid Rudyerd Boulton amerikai ornitológus írta le 1931-ben.

## Előfordulása
Angola területén honos. Természetes élőhelyei a szubtrópusi és trópusi száraz erdők. Állandó, nem vonuló faj.

## Megjelenése
Testhossza 12 centiméter.

## Életmódja
Rovarokkal táplálkozik.

## Természetvédelmi helyzete
Az elterjedési területe nagyon kicsi és csökken, egyedszáma 1000-2499 példány közötti és szintén csökken. A Természetvédelmi Világszövetség Vörös listáján veszélyeztetett fajként szerepel.